# Sufers
Sufers är en ort och kommun i regionen Viamala i kantonen Graubünden, Schweiz. Kommunen har 151 invånare (2023).

## Historia
Den första befolkningen var rätoromansk, men omkring 1300 började walser flytta in, varefter tyska språket kom att ta över helt. Kyrkan är reformert.